# اريك مار
اريك مار (بالإنجليزية: Eric Mar)‏ هو سياسي أمريكي، ولد في 15 أغسطس 1962 بسان فرانسيسكو في الولايات المتحدة. حزبياً، نشط في الحزب الديمقراطي.